# No Reply
«No Reply» es una canción del grupo británico The Beatles del álbum Beatles for Sale. Fue escrita principalmente por John Lennon pero acreditada a Lennon/McCartney. 

## Composición

### Letra
La canción es acerca de un joven que no puede ponerse en contacto con su novia, que es posiblemente infiel, a pesar de que él la ve a través de sus ventanas. 
De acuerdo con Lennon en 1972, el editor de The Beatles Dick James estaba muy satisfecho con "No Reply": 

"Recuerdo que Dick James se acercó a mí después de que la hiciéramos y dijo: "Estás mejorando ahora - porque es una historia completa. " Al parecer antes de eso él pensaba que mis canciones divagaban un poco.

En su última gran entrevista, Lennon dijo que la canción era su versión de "Silhouettes", canción escrita en 1957 por Bob Crewe.

### Música
La canción está en su tonalidad en Do mayor. La forma de canción es estándar (verso-verso-puente-verso), sin un coro como tal, sino como estribillo de "No Reply". La instrumentación incluye la guitarra acústica, bajo, batería y piano. 
Originalmente Lennon tenía la intención de cantar la parte alta de la armonía del coro, ya que era la melodía original. Sin embargo, su voz se había deteriorado debido a su uso excesivo por lo tanto Paul McCartney tuvo que tomar esta parte, relegando a Lennon a la línea baja de la armonía.

## Personal
- John Lennon - voz doblada, guitarra rítmica acústica (Gibson J-160e), palmas.
- Paul McCartney - armonía vocal, bajo (Höfner 500/1 63´), palmas.
- George Harrison - guitarra clásica (José Ramírez III) y guitarra líder (Gretsch Tennessean), palmas.
- Ringo Starr - batería (Ludwig Super Classic), palmas.
- George Martin - productor, piano (Steinway Vertegrand Upright Piano).
- Norman Smith - ingeniero

Personal por Ian MacDonald.